# Chiesa della Conversione di San Paolo (Maser)
La chiesa della Conversione di San Paolo è la parrocchiale di Maser, in provincia e diocesi di Treviso; fa parte del vicariato di Asolo.

## Storia
La chiesa della Conversione di San Paolo fu costruita all'inizio del XVIII secolo: aperta al culto e benedetta l'8 dicembre 1739, venne consacrata alcuni decenni più tardi, il 15 settembre 1776, dal vescovo di Treviso Paolo Francesco Giustiniani.

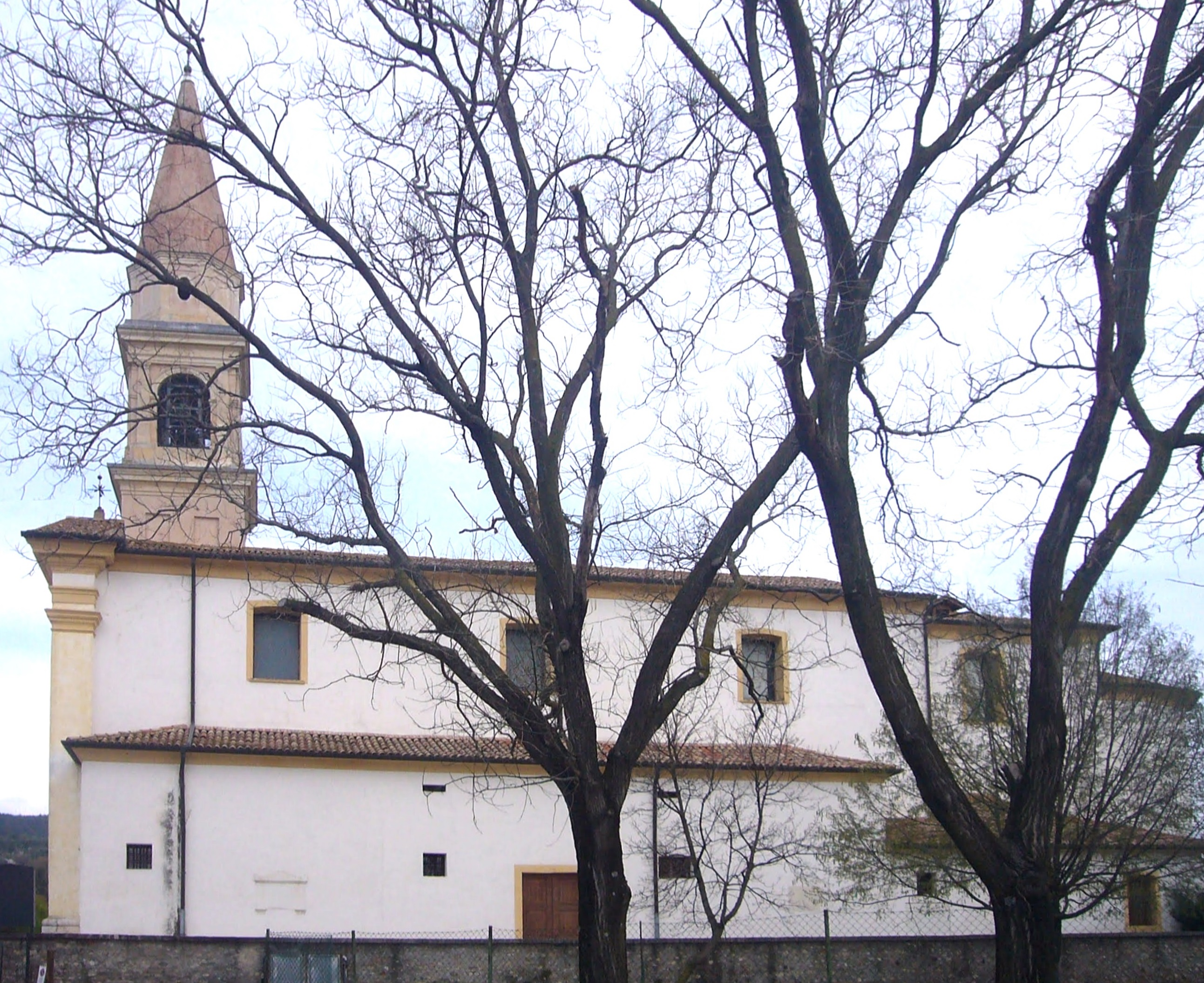
Il fianco meridionale delle chiesa

Dalla relazione della visita pastorale del 1789 del vescovo Bernardino Marin si apprende che la copertura del campanile era prossima al completamento e che la canonica versava in cattive condizioni.
Nel 1834 il tetto della parrocchiale venne interessato da una riparazione a causa delle infiltrazioni d'acqua; tra il 1853 e il 1854 si provvide a realizzare due ulteriori cappelle laterali.
La chiesa fu restaurata nel 1906 e nel 1986 venne risistemato l'organo; nel 2000 si procedette alla modifica del presbiterio per adeguarlo alle norme postconciliari.

## Descrizione

### Esterno
La facciata a capanna della chiesa, che guarda a ponente, presenta al centro il portale d'ingresso e una specchiatura con la scritta "DOM" ed è scandita da quattro lesene tuscaniche, poggianti su alti basamenti e sorreggenti il fregio e il timpano triangolare, in cui s'apre un oculo.

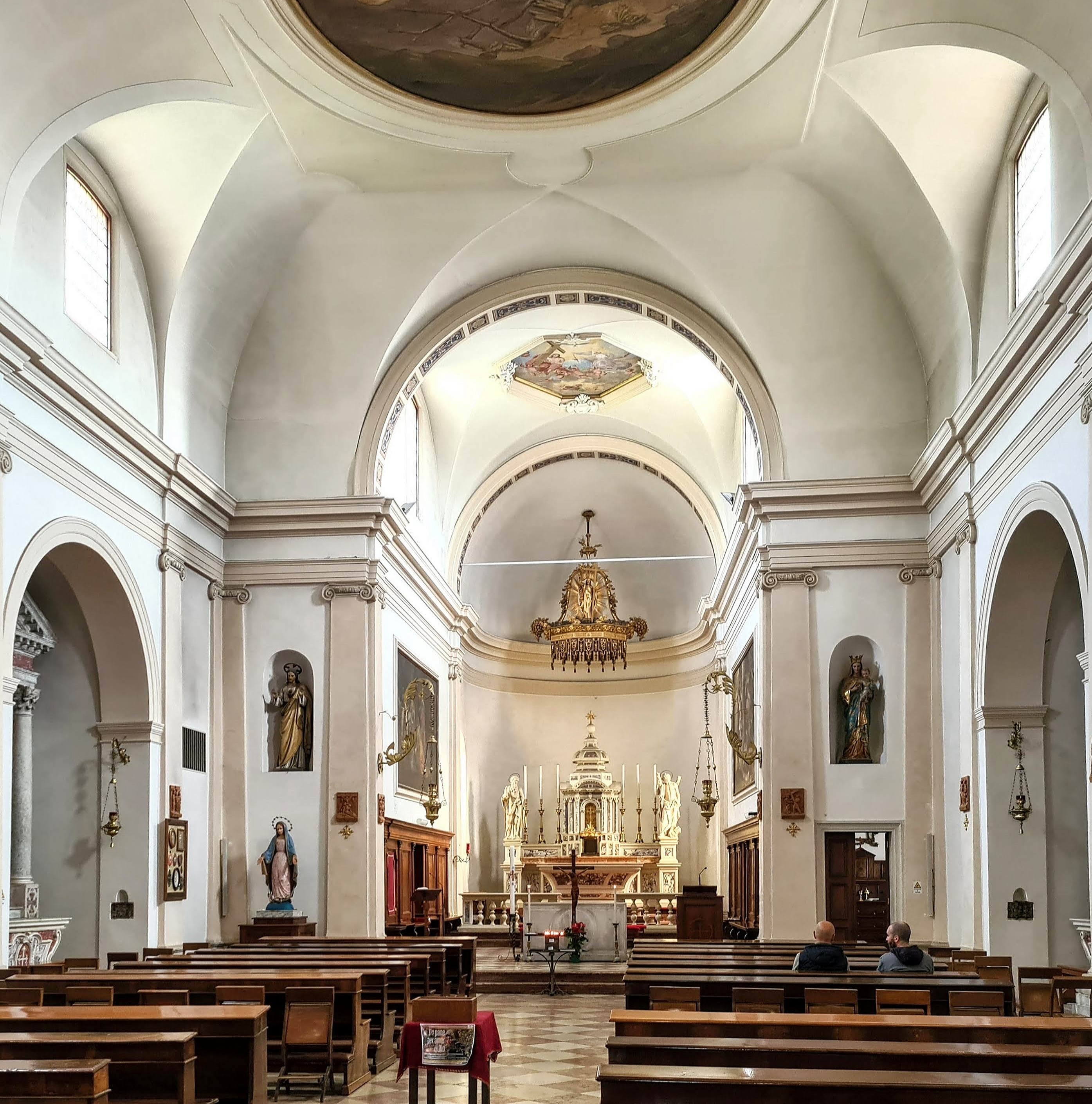
L'interno

Accanto alla parrocchiale si erge su un basamento a scarpa il campanile a pianta quadrata, la cui cella presenta su ogni lato una monofora a tutto sesto ed è coronata dalla guglia piramidale portante sul tamburo ottagonale.

### Interno
L'interno dell'edificio si compone di un'unica navata, sulla quale si affacciano le cappelle laterali, introdotte da archi a tutto sesto ed ospitanti i quattro altari della Beata Vergine Annunziata, del Rosario, di Sant'Antonio e di San Giuseppe, e le cui pareti sono scandite da paraste con capitelli ionici sorreggenti la trabeazione modanata e aggettante sopra la quale si imposta la volta a schifo, abbellita dal dipinto con soggetto la Conversione di San Paolo, risalente al 1882; al termine dell'aula si sviluppa il presbiterio, rialzato di alcuni gradini, coperto dalla volta a crociera e chiuso dall'abside di forma semicircolare.